# Gruppo Nervia
Il Gruppo Nervia era un circolo di artisti belgi fondato nel 1928 dal pittore Anto Carte. Il circolo si proponeva di sostenere giovani artisti locali e in particolare valorizzare l'arte dei Valloni, offuscata dall'espressionismo dei Fiamminghi di Laethem-Saint-Martin. Del circolo fecero parte, oltre ad Anto Carte, Louis Buisseret, Frans Depooter, Léon Devos, Léon Navez, Pierre Paulus, Rodolphe Strebelle, Taf Wallet e Jean Winance.
La loro arte è d'ispirazione latina, ed è più realistica, più lirica e più intimista di quella dei loro vicini nordici. Essi hanno qualità tecniche evidenti, rifiutano l'avanguardia ad oltranza, hanno studiato parecchi altri artisti ed esprimono una forma di neo-umanesimo attraverso temi tratti dalla vita quotidiana e familiare, trattati con armonia ed idealismo.
Tra il 1928 ed il 1938 vengono organizzate venti mostre a cui parteciperanno anche altri artisti (Andrée Bosquet, Gustave Camus, Alphonse Darville, Elisabeth Ivanovsky, Geo Verbanck, Fernand Wéry et Ernest Wynants). Nervia si distingue al Salone di Gand nel 1933 e nel 1938 e partecipa con successo al primo Congresso Culturale Vallone a Charleroi. Tra il 1946 ed il 1978, verranno organizzate altre sette mostre, di cui una itinerante, in occasione del cinquantesimo anniversario della sua creazione.
Nel 2002, il Museo delle Belle Arti di Mons ha reso omaggio al Gruppo Nervia attraverso una retrospettiva.